# 新阿爾卡迪亞
新阿爾卡迪亞（西班牙語：Nueva Arcadia），是洪都拉斯的城鎮，位於該國西部，由科潘省負責管轄，始建於1837年，面積151.3平方公里，海拔高度663米，2001年人口27,561，人口密度每平方公里182.16人。
15°2′0″N 88°43′0″W / 15.03333°N 88.71667°W